# St. Pirminius (Walsheim)

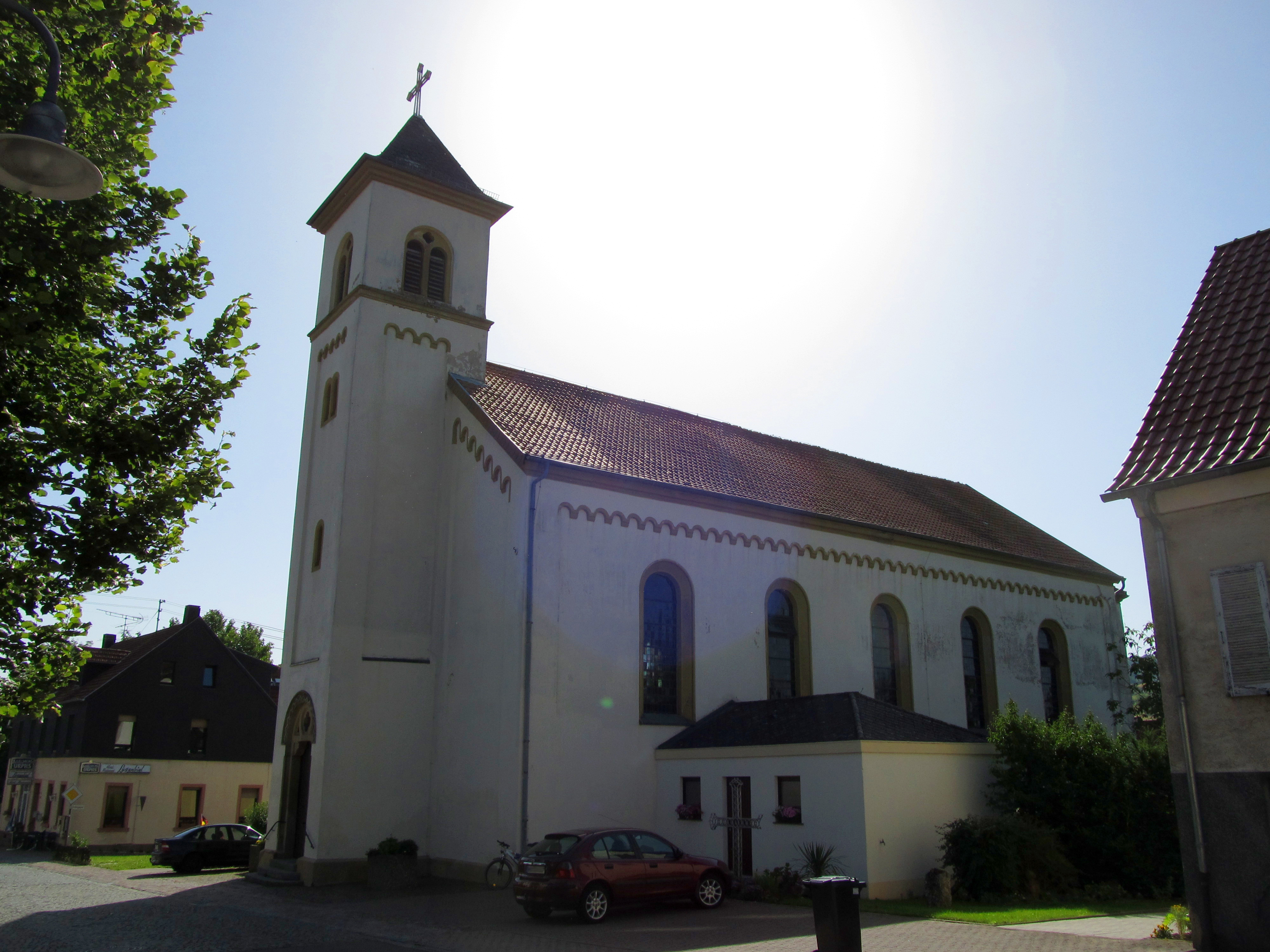
Die Pfarrkirche St. Pirminius in Walsheim

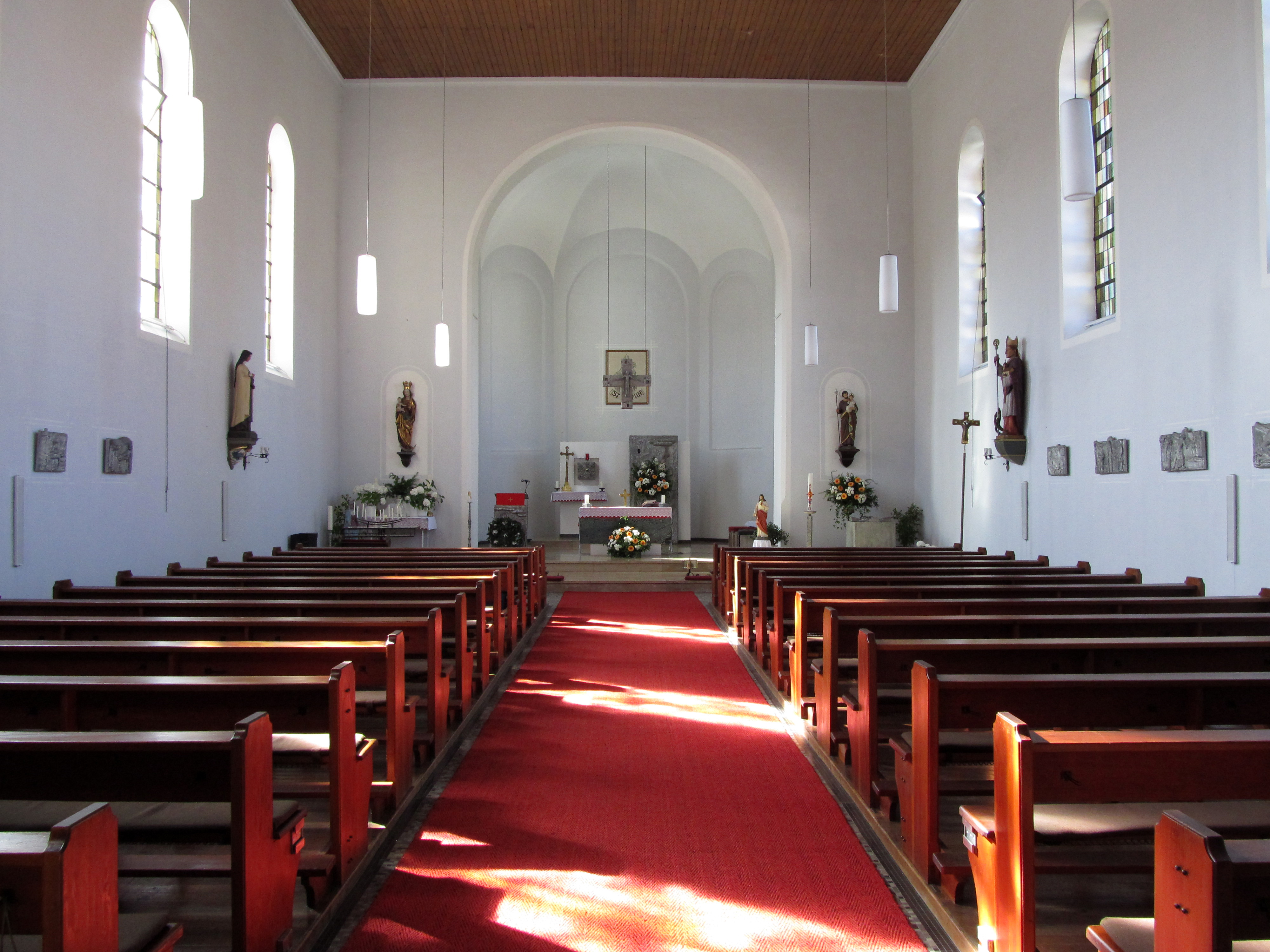
Blick ins Innere der Kirche

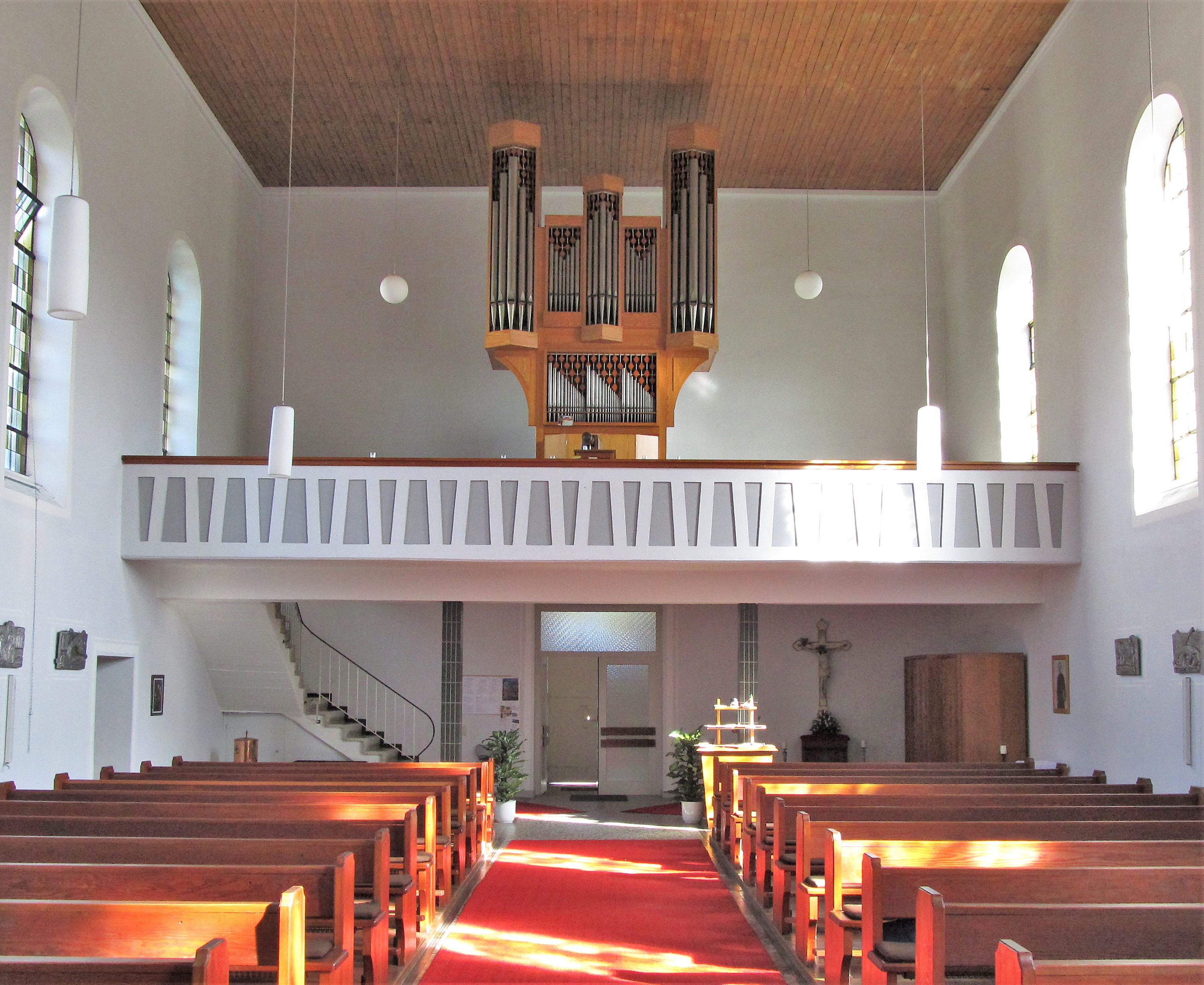
Blick vom Altarraum in Richtung Orgelempore

Die Kirche St. Pirminius ist eine katholische Pfarrkirche in Walsheim, einem Ortsteil der Gemeinde Gersheim. Kirchenpatron ist der heilige Pirminius, der den christlichen Glauben Anfang des 8. Jahrhunderts in die Gegend gebracht hatte. Die Kirche ist in der Denkmalliste des Saarlandes als Einzeldenkmal aufgeführt.

## Geschichte
Bevor die Katholiken in Walsheim ein eigenes Kirchengebäude bekamen, teilten sie sich mit den Protestanten die heutige Evangelische Kirche als Simultankirche. Mit einem Neubau wurde 1851 begonnen. Die Einweihung erfolgte 1856.
Im Zweiten Weltkrieg erlitt die Kirche so schwere Schäden, dass beim Wiederaufbau nach dem Krieg der Turm zuerst teilweise abgetragen werden musste und anschließend weit unter der ursprünglichen Höhe wieder aufgebaut wurde. Im Oktober 1949 war das Gotteshaus wiederhergestellt. 1959/60 wurde das Pfarrhaus erbaut. Im Zuge einer großen Renovierung 1968–71 erhielt die Kirche einen Altar aus grünem Marmor.

## Architektur
Das Gebäude wurde im neuromanischen Stil errichtet und besitzt fünf Fensterachsen. Es handelt sich um eine Saalkirche, an dessen Langhaus ein Chor angebaut ist. Der Turm der Kirche, in dem sich das Eingangsportal befindet, ist in die Vorderfront des Langhauses integriert.

## Orgel
Die Orgel wurde 1988 von der Firma Hugo Mayer Orgelbau (Heusweiler) gebaut. Das Instrument mit 11 Registern und 2 Manualen ist auf einer Empore aufgestellt und besitzt einen eingebauten Spielschrank. Die Windladen sind mechanische Schleifladen.
| I Hauptwerk C–g3 |            |       |
| 1.               | Offenflöte | 8′    |
| 2.               | Principal  | 4′    |
| 3.               | Feldflöte  | 2′    |
| 4.               | Mixtur III | 1 ⁄3′ |
| 5.               | Trompete   | 8′    |

| II Positiv C–g3 |                |    |
| 6.              | Gedeckt        | 8′ |
| 7.              | Blockflöte     | 4′ |
| 8.              | Octave         | 2′ |
| 9.              | Sesquialter II |    |
|                 | Tremulant      |    |

| Pedal C–f1 |        |     |
| 10.        | Subbaß | 16′ |
| 11.        | Octave | 8′  |

- Koppeln: II/P